# Gare de Parent – Coudes – Champeix
Gare de Parent - Coudes - Champeix – przystanek kolejowy w Parent, w departamencie Puy-de-Dôme, w regionie Owernia-Rodan-Alpy, we Francji.
Jest przystankiem kolejowym Société nationale des chemins de fer français (SNCF), obsługiwanym przez pociągi TER Auvergne.

## Położenie
Znajduje się na wysokości 362 m n.p.m., na km 444,105 linii Saint-Germain-des-Fossés – Nîmes, pomiędzy przystankami Vic-le-Comte i Issoire.